# Adonia (Jugendorganisation)
Adonia ist eine christliche Jugendorganisation, die Ferienlager und Camps für Musical-Aufführungen und Sport organisiert. Zudem werden eine Spielwaren- und Buchversandhandlung und ein Musikverlag betrieben.
Der Name „Adonia“ ist hebräisch (אֲדֹנִיָּ֣ה) und bedeutet „mein Herr ist JHWH“ (siehe Adonija).

Logo von Adonia

## Adonia Schweiz
Gegründet wurde Adonia 1979 in der Schweiz von Markus Hottiger, der in seiner Freikirche Sonntagsschule gab. Als er mit Kindern zu singen begann, bemerkte er ihre Begeisterung dafür. Er begann selbst Lieder zu schreiben und es gab wöchentliche Proben. Später begann er, Singlager mit Teenagern (Jugendliche im Alter von 13 bis 20 Jahren) zu organisieren. Kontinuierlich wuchs die Bewegung. 1990 kamen die ersten Juniorcamps (Kinder im Alter von 9 bis 13 Jahren) dazu. Später wurden auch Familycamps (7 bis 99 Jahre) angeboten.
Jährlich finden über 40 Musicalcamps mit mehr als 2500 Teilnehmern in der deutschsprachigen Schweiz statt. Die einzelnen Teenager-Chöre geben jeweils vier Konzerte, die Kinderchöre und die Familienchöre zwei. Die Chöre an den Abschlusskonzerten der Teenagerlager gehören mit über 1000 Sängern zu den größten Jugendchören der Welt.
Seit 2006 werden auch Sportcamps organisiert, die sich untereinander in den Sportarten Fussball, Unihockey und Volleyball messen.
2011 begann die französischsprachige Arbeit in der Westschweiz mit einem Teens-Chor.
Der Verein finanziert sich durch Campbeiträge, Spenden, Gaben, Legate. Der Adonia Verlag produziert Musicals, Liederproduktionen, Hörspiele, Kinderbücher, Weihnachtsmusicals, Schulmusicals und Lern-CDs. Adonia bietet Kurse zu verschiedenen Themen an, darunter „Singen mit Kids & Teens“, Musical-Workshop, Piano-Workshop, PA-Technik, Bauchreden.
Im Februar 2016 beschäftigte Adonia rund dreizehn vollzeitlich angestellte Personen und einige Praktikanten.

## Adonia Deutschland
Markus Heusser brachte Adonia 2001 aus der Schweiz nach Deutschland. 2004 erfolgte die Gründung der Adonia e.V. mit Sitz in Karlsruhe. Weiterhin findet aber eine rege Zusammenarbeit zwischen Adonia Schweiz und Adonia Deutschland statt. Markus Heusser, der von 1996 bis 2004 als Musiker bei Adonia Schweiz tätig war, leitet Adonia Deutschland. Die ersten Teens-Musicalcamps wurden in Baden-Württemberg durchgeführt. Aber bereits 2003 gab es erste Camps in Rheinland-Pfalz und Niedersachsen. Die musikalisch-christliche Arbeit von Adonia wuchs schnell und inzwischen ist Adonia in allen Bundesländern aktiv. In der Adonia Basis sind 20 Personen hauptberuflich beschäftigt sowie 5 Personen im FSJ für je 1 Jahr. Im Sommer 2020 hat Julius Bussemeier die Leitung von Adonia Deutschland übernommen.
Im Jahr 2020 und 2021 fanden wegen der Corona-Pandemie keine Konzert statt. Alle Konzerte wurden gestrichen, für die Teilnehmer wurde ein Ersatzprogramm angeboten. 
2024 finden deutschlandweit 45 Musicalcamps mit rund 3200 Teilnehmern für Teens (12-19 Jahre) statt. Außerdem bietet Adonia 23 Musicalcamps für Kinder von 9-12 an mit rund 1600 Teilnehmern. Insgesamt sind also 68 Projektchöre zu mehr als 226 Auftritten und 4800 Teilnehmern in ganz Deutschland unterwegs.

## Adonia Portugal
Adonia Portugal begann seine Arbeit 2004. Dessen erstes Camp fand 2005 in Esmoriz statt. Der portugiesische Verein „Adonia - Associação“ wurde am 17. Februar 2005 gegründet. Der Verein hat seinen Sitz in Palmela. Leiter und Geschäftsführer ist der Schweizer Rolf Graf.

## Adonia Österreich
Adonia Österreich begann seine Arbeit 2024. Dessen erstes Camp sollte im Sommer 2024 in Wien stattfinden, wurde aber auf Grund zu weniger Anmeldungen auf 2025 verschoben. Adonia-Österreich, ein Arbeitszweig des ABÖJ. Der Verein hat seinen Sitz in Wien. Projektleiterin von Adonia Österreich ist Sarah Wasef.

## Musicalaufführungen der Chöre

### Teens
| Name                                              | Aufführung Schweiz | Aufführung Deutschland | Aufführung Portugal | Aufführung Österreich |
| ------------------------------------------------- | ------------------ | ---------------------- | ------------------- | --------------------- |
| Paulus                                            | 1979               | -                      | -                   | -                     |
| Uf em Wäg zum Fride                               | 1980               | -                      | -                   | -                     |
| Petrus                                            | 1981               | -                      | -                   | -                     |
| Freut euch! + Uf em wäg nach Bethlehem            | 1982               | -                      | -                   | -                     |
| Friedä stifte                                     | 1983               | -                      | -                   | -                     |
| Liebi wiitergä                                    | 1984               | -                      | -                   | -                     |
| David                                             | 1985               | -                      | -                   | -                     |
| In seiner Hand                                    | 1986               | -                      | -                   | -                     |
| Freud Friede Liebi                                | 1987               | -                      | -                   | -                     |
| Geborgen                                          | 1988               | -                      | -                   | -                     |
| Adonia - Gott min Herr                            | 1989               | -                      | -                   | -                     |
| Noah                                              | 1990               | -                      | -                   | -                     |
| Vom Morge bis zum Obe                             | 1992               | -                      | -                   | -                     |
| Weil es dich gibt!                                | 1992               | -                      | -                   | -                     |
| Mach die Augen auf                                | 1993               | -                      | -                   | -                     |
| Josef                                             | 1994               | -                      | -                   | -                     |
| Tag X                                             | 1995               | -                      | -                   | -                     |
| Grandios                                          | 1996               | -                      | -                   | -                     |
| Exodus 1                                          | 1997               | 2004                   | -                   | -                     |
| Exodus 2                                          | 1998               | 2005                   | 2012                | -                     |
| Ziitlos                                           | 1999               | -                      | -                   | -                     |
| Maria                                             | 2000               | 2003                   | -                   | -                     |
| Zmittst im Füür                                   | 2001               | -                      | -                   | -                     |
| Jericho (CH) / Josua (D)                          | 2002               | 2002                   | -                   | -                     |
| De Ma vo Kerijot (CH) / Der Verrat (D)            | 2003               | 2007                   | -                   | -                     |
| Di zwölf Apostel                                  | 2004               | -                      | -                   | -                     |
| Psalmen                                           | 2005               | -                      | -                   | -                     |
| Jesus von Nazareth 1                              | 2006               | -                      | -                   | -                     |
| Jesus von Nazareth 2                              | 2007               | -                      | -                   | -                     |
| De verlornig Sohn (CH) / Der verlorene Sohn (D)   | 2008               | 2009                   | 2019                | -                     |
| Adonia Gold (D'Melanie het gnueg)                 | 2009               | -                      | -                   | -                     |
| Bathseba                                          | 2010               | 2011                   | 2022                | -                     |
| De Träumer                                        | 2011               | -                      | -                   | -                     |
| Thomas                                            | 2012               | -                      | -                   | -                     |
| Abraham und Sara                                  | 2013               | -                      | -                   | -                     |
| Petrus - De Jünger (CH) / Petrus. Der Jünger (D)  | 2014               | 2016                   | -                   | -                     |
| Supermegastark                                    | -                  | 2001                   | -                   | -                     |
| Verschleppt nach Babylon                          | -                  | 2006                   | -                   | -                     |
| Jona                                              | -                  | 2008                   | -                   | -                     |
| Paulus von Tarsus                                 | -                  | 2010                   | -                   | -                     |
| Das Urteil                                        | -                  | 2012                   | -                   | -                     |
| Esther (CH) / Esther die Königin (D)              | 2018               | 2013                   | 2018                | -                     |
| Johannes der Täufer                               | -                  | 2014                   | -                   | -                     |
| Nehemia                                           | -                  | 2015                   | -                   | -                     |
| Petrus De Aposchtel (CH) / Petrus der Apostel (D) | 2015               | 2024                   | -                   | -                     |
| Elia                                              | 2016               | -                      | -                   | -                     |
| Josef                                             | -                  | 2017                   | -                   | -                     |
| Noah                                              | 2017               | -                      | -                   | -                     |
| Herzschlag                                        | -                  | 2018                   | -                   | -                     |
| Mose - 40 Jahr Wüeschti (CH)                      | 2019               | -                      | -                   | -                     |
| Isaak - So sehr geliebt                           | -                  | 2019                   | -                   | -                     |
| Maria Magdalena                                   | 2021               | -                      | -                   | -                     |
| 77 - Wie Gott mir, so ich dir!                    | -                  | 2022                   | -                   | -                     |
| Hiob                                              | -                  | 2023                   | -                   | -                     |
| Daniel                                            | 2022               | -                      | -                   | -                     |
| Esra                                              | 2023               | -                      | -                   | -                     |
| Zachäus - Bartimäus (CH)/                         | 2024               | -                      | -                   | -                     |
| Mose - Gerettet und Befreit (D)                   | -                  | 2025                   | -                   | -                     |

### Juniors
| Name                                                                    | Aufführung Schweiz | Aufführung Deutschland | Aufführung Portugal | Aufführung Österreich |
| ----------------------------------------------------------------------- | ------------------ | ---------------------- | ------------------- | --------------------- |
| Supermegalässig                                                         | 1993               | -                      | -                   | -                     |
| Luscht uf Läbe                                                          | 1994               | -                      | -                   | -                     |
| D'Legände vom 4. König                                                  | 1995               | -                      | -                   | -                     |
| Geburtstag                                                              | 1996               | -                      | -                   | -                     |
| Läbe                                                                    | 1997               | -                      | -                   | -                     |
| E cooli Sach                                                            | 1998               | -                      | -                   | -                     |
| Josef                                                                   | 1999               | -                      | -                   | -                     |
| Jakob                                                                   | 2000               | 2010                   | -                   | -                     |
| Jona                                                                    | 2001               | 2008                   | -                   | -                     |
| J.C. Jesus Christus                                                     | 2002               | -                      | -                   | -                     |
| Verschleppt uf Babylon (CH) / Verschleppt nach Babylon (D)              | 2003               | 2014                   | -                   | -                     |
| Di 3 Bäum                                                               | 2004               | -                      | -                   | -                     |
| Unterwägs mit Jesus                                                     | 2005               | -                      | -                   | -                     |
| Samuel                                                                  | 2006               | 2007                   | -                   | -                     |
| Zachäus                                                                 | 2007               | 2009                   | -                   | -                     |
| Naaman                                                                  | 2008               | 2019                   | -                   | -                     |
| Sunneklar (Bartimäus)                                                   | 2009               | -                      | -                   | -                     |
| De barmhärzig Samariter (CH) / Der barmherzige Samariter (D)            | 2010               | 2011                   | -                   | -                     |
| De Stei isch wäg (CH) / Der Stein ist Weg (D)                           | 2011               | 2013                   | -                   | -                     |
| De dankbar Samariter (CH) / Dankbar. Zehn Aussätzige werden geheilt (D) | 2012               | 2016                   | -                   | -                     |
| Ruth                                                                    | 2013               | 2012                   | -                   | -                     |
| Bartimäus                                                               | 2014               | 2015                   | -                   | -                     |
| Hochziit in Kana                                                        | 2015               | -                      | -                   | -                     |
| De Schatz im Acker (CH) / Der Schatz (D)                                | 2016               | 2017                   | -                   | -                     |
| Di 4 Fründe (CH) / Die 4 Freunde (D)                                    | 2017               | 2025                   | -                   | -                     |
| Vom Saulus zum Paulus                                                   | 2018               | -                      | -                   | -                     |
| David & Goliat                                                          | 2019               | 2018                   | -                   | 2025                  |
| De David wird König (CH) / David wird König (D)                         | 2020               | 2023                   | -                   | -                     |
| Wie geht Beten? Singt laut für Jesus (D)                                | -                  | 2022                   | -                   | -                     |
| S'Gliichnis vom grosse Fescht (CH)/                                     | 2021               | -                      | 2022                | -                     |
| Josef - De Liebling (CH) Jose - O Preferido (PT)                        | 2022               | -                      | 2023                | -                     |
| Josef - De Friedensstifter (CH)                                         | 2023               | -                      | -                   | -                     |
| Die Schöpfung - wunderbar gemacht?! (D)                                 | -                  | 2024                   | -                   |                       |
| Willkomme dehei - De verlornig Sohn (CH)                                | 2024               | -                      | -                   | -                     |
| 5 Brot und 2 Fisch (CH)                                                 | 2025               | -                      | -                   | -                     |

## Diskografie
Adonia veröffentlicht unter dem Schweizer Labelcode 11454 diverse Musikproduktionen. Dazu gehören z. B. Gesamtaufnahmen der Kindermusicals von Markus Hottiger in Schweizerdeutsch, Instrumentalalben von Pianist David Plüss und Lobpreismusik.
| Nummer | Nummer  | Titel | Mitwirkende | Jahr | Anmerkungen |
| Präfix | Artikel | Titel | Mitwirkende | Jahr | Anmerkungen |
| ------ | ------- | --- | --- | ---- | --- |
| E      | 1044    | Sing mit! – Weihnachtslieder aus aller Welt | Rasselbande Klein-Winternheim* unter der Leitung von Hans-Joachim Schöne                                                                                 | 1997 | Kinderchorausgabe, parallel Instrumentalausgabe unter Titel Die Hirtenflöte (CD-Nr. E 1045) erschienen; Koproduktion mit Anker Musik, dort unter CD-Nr. 290.622 erschienen; * Bezeichnung bei Initialveröffentlichung: „Adonia-Studiochor Mainz“                                                                        |
| E      | 1045    | Die Hirtenflöte Weihnachtsmelodien mit Flöten und Orchester • Volume 1* | David Plüss (Konzept) Bettina Alms** (Blockflöte) Marcel Schweizer (Panflöte) David Plüss (Flügel, Keyboards und Orgel)                                  | 1997 | Instrumentalausgabe, parallel Kinderchorausgabe unter Titel Sing mit! – Weihnachtslieder aus aller Welt (CD-Nr. E 1044) erschienen; Koproduktion mit Anker Musik, dort unter CD-Nr. 290.623 erschienen; * Untertitel bei Initialveröffentlichung ohne Nummernfolge; ** Name bei Initialveröffentlichung: „Bettina Kahl“ |
|        |         | | |      | |
| E      | 1092    | Sing mit! – Weihnachtslieder aus aller Welt 2 | Rasselbande Klein-Winternheim* unter der Leitung von Silke und Hans-Joachim Schöne 1 Manfred Siebald 2 Jonathan Böttcher 3 Clemens Bittlinger            | 2002 | Kinderchorausgabe, parallel Instrumentalausgabe unter Titel Die Engelsflöte (CD-Nr. E 1093) erschienen; * Bezeichnung auf Frontcover bei Initialveröffentlichung: „Kinderchor ‚Die Rasselbande‘“ |
| E      | 1092    | [1] Advent (Jetzt ist es wieder höchste Zeit) (Macht die Tore weit) • [2] ... und Frieden für die Welt • [3] Die kleine Stadt von Bethlehem (O Bethlehem, du kleine Stadt) • [4] Mit lieblichen Flöten • [5] The Virgin Mary • [6] Over My Head (Weihnachts-Rap) • [7] Freu dich Erd (Freu dich Erd und Sternenzelt) / Ehre sei Gott • [8] Wenn wir Gott in der Höhe ehren1 • [9] Winter Wonderland • [10] Zumba, Zumba2 • [11] Friede auf Erden • [12] Sanna3 | Rasselbande Klein-Winternheim* unter der Leitung von Silke und Hans-Joachim Schöne 1 Manfred Siebald 2 Jonathan Böttcher 3 Clemens Bittlinger            | 2002 | Kinderchorausgabe, parallel Instrumentalausgabe unter Titel Die Engelsflöte (CD-Nr. E 1093) erschienen; * Bezeichnung auf Frontcover bei Initialveröffentlichung: „Kinderchor ‚Die Rasselbande‘“ |
| E      | 1093    | Die Engelsflöte Weihnachtsmelodien mit Flöten und Orchester • Volume 2* | David Plüss (Konzept) Christine Soest (Blockflöten) Marcel Schweizer (Panflöten) Yves Dobler (Querflöte) David Plüss (Flügel, Keyboards und Programming) | 2002 | Instrumentalausgabe, parallel Kinderchorausgabe unter Titel Sing mit! – Weihnachtslieder aus aller Welt, Vol. 2 (CD-Nr. E 1092) erschienen; * Untertitel bei Initialveröffentlichung ohne Nummernfolge |
| E      | 1093    | [1] Mit lieblichen Flöten • [2] Advent (Jetzt ist es wieder höchste Zeit) (Macht die Tore weit) • [3] ... und Frieden für die Welt • [4] Du kleine Stadt von Bethlehem (O Bethlehem, du kleine Stadt) • [5] The Virgin Mary • [6] Freu dich Erd (Freu dich Erd und Sternenzelt) / Ehre sei Gott • [7] Sternenhimmel • [8] Wenn wir Gott in der Höhe ehren • [9] Winter Wonderland • [10] Zumba, Zumba • [11] Friede auf Erden • [12] Engelsnachtigall          | David Plüss (Konzept) Christine Soest (Blockflöten) Marcel Schweizer (Panflöten) Yves Dobler (Querflöte) David Plüss (Flügel, Keyboards und Programming) | 2002 | Instrumentalausgabe, parallel Kinderchorausgabe unter Titel Sing mit! – Weihnachtslieder aus aller Welt, Vol. 2 (CD-Nr. E 1092) erschienen; * Untertitel bei Initialveröffentlichung ohne Nummernfolge |